# Kerry Hill (ovelha)

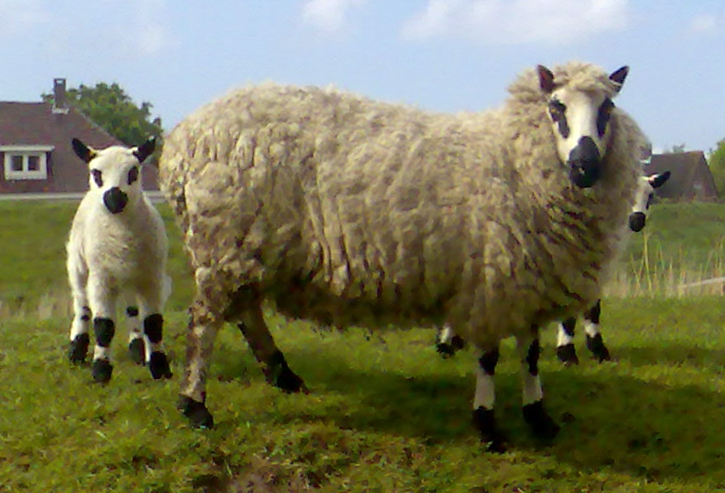
Kerry Hill

Kerry Hill (em galês:  Dafad Bryniau Ceri) é uma raça de ovelhas domésticas originárias do condado de Powys, no país de Gales. Seu nome deriva da vila de Kerry (Ceri), perto de Newtown. As ovelhas de Kerry Hill têm uma coloração distinta e única, com um rosto branco com manchas pretas em volta da boca, orelhas e olhos. Tanto carneiros como ovelhas são pesquisados. A lã é branca e as pernas brancas com manchas pretas. As primeiras menções da raça datam do início do século 19, e hoje são distribuídas por todo o Reino Unido, Irlanda, Holanda, Alemanha e Dinamarca. Embora ainda não seja muito numerosa, a raça foi removida dos registros da lista de observação da Rare Breeds Survival Trust em 2006. Esta raça é criada principalmente para carne.
A Kerry Hill Flock Book Society mantém um registro de animais de raça pura e fornece informações sobre a raça, shows e vendas.